# Casella Studio Bibliografico
Casella Studio Bibliografico, già Libreria Casella, è una libreria e casa editrice italiana fondata a Napoli nel 1825 da Gennaro Casella, punto di ritrovo di artisti ed intellettuali. Ha svolto la funzione di casa editrice pubblicando, tra l'altro, il best seller Kaputt di Curzio Malaparte e il primo libro di poesie di Eduardo De Filippo.

## Storia

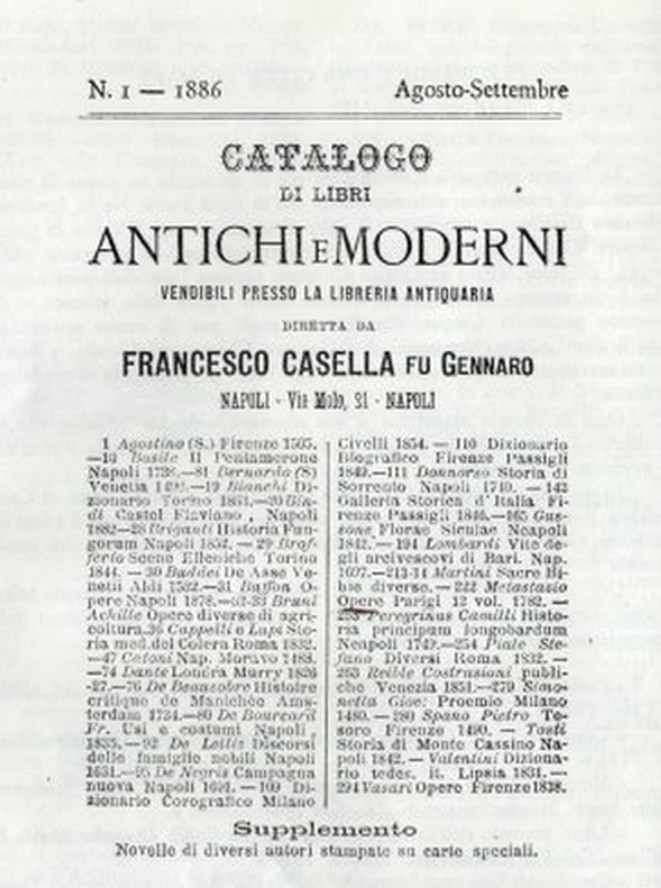
Frontespizio del primo catalogo cartaceo della Libreria Casella nel 1886

Nel 1825, sotto il regno di Ferdinando I delle Due Sicilie, Gennaro Casella s'insediò a Napoli in una bottega di Via del Molo 21, oggi Piazza Municipio, dove era possibile trovare carte nautiche, strumenti navali, e quant'altro necessario per la navigazione a vela.
Il porto di Napoli, allora bacino del Piliero, era assai frequentato e ben presto la bottega di Casella fu un centro di rifornimento per tutti i capitani che vi si fermavano per i loro traffici.
Realizzata l'Unità d'Italia la Libreria Casella, dal 1852 aveva assunto questa nome, riprese la sua normale attività con un particolare interesse per l'editoria. Gennaro Casella pubblicò nel 1859 gli Elementi di Geografia del Villivà ed il Trattato di Navigazione del De Simone nel 1872; una edizione delle Mille e una Notte nel 1867.
Questa attività fu proseguita dal figlio Francesco, nato nel 1860, che, dopo gli studi classici, notò come sul mercato cominciassero ad apparire le grandi collane settecentesche, i testi scientifici del seicento, i classici di Manuzio e gli incunaboli.
Nell'agosto del 1886, Francesco Casella pubblicò il suo primo catalogo di libri antichi: non si limitò ad un freddo elenco di titoli coi prezzi, ma ad ogni libro corrispondeva una scheda ragionata. Conosciuto come l'"editore più sordo d'Italia", Francesco Casella pose nel suo ex libris il motto Sentio non audio. Fra la sua clientela ebbe la regina Vittoria, Lord Rosebery e Anatole France.
L'attività di libreria antiquaria non aveva offuscato il settore dell'editoria, anche scolastica, che proseguì fino alla riforma Gentile. Molte le scuole napoletane fornite di testi editi da Casella.
Fra collane editoriali, libri rari, bussole e carte nautiche nel 1882 nasce Gaspare Casella. Allievo del Collegio dei Bianchi a Montesanto ebbe subito un grande trasporto per la carta stampata; la sua curiosità intellettuale non poteva ignorare il fenomeno del Futurismo: al Teatro Mercadante nel 1909 quando Marinetti presentò il suo Movimento, Gaspare Casella, non ancora trentenne, fu tra i più accesi animatori della riunione. Il fondatore del Futurismo era solito presentarlo sui palcoscenici dei caffè-concerto come il "più grande editore d'Italia".
Gaspare Casella fu al centro della vita culturale della città di Napoli. Anatole France si strinse in amicizia con lui (quando si recava a Napoli, trascorreva "ore di lieta calma e conversazione" nella libreria Casella) e contribuì, con Benedetto Croce, a creargli la "fama di gran libraio". Casella fu poi l'editore di Curzio Malaparte (Kaputt), Edwin Cerio (Aria dì Capri) e delle poesie di Eduardo De Filippo (Il paese di Pulcinella).
Segretario del Circolo degli Illusi accoglieva giornalisti, scrittori ed artisti nella libreria in cerca delle ultime notizie o per parlare di libri antichi. Promosse inoltre raccolte di autografi e di incunaboli. Dopo il ritrovamento, nel 1951, dell'autografo leopardiano dell'Infinito Giovanni Ansaldo iniziò un suo articolo scrivendo “la Libreria Casella è la prima d'Italia venendo dal mare”.
Tra gli altri frequentarono la libreria Giovanni Artieri, Michele Prisco, Edwin Cerio, Giovanni Comisso, Orio Vergani, Eduardo De Filippo, Dino Buzzati, Curzio Malaparte (che peraltro citò Gaspare Casella nel romanzo La pelle), Alberto Savinio, Giuseppe Ungaretti, Paul Valéry, Luigi Einaudi, George Bernard Shaw.
La guerra nel 1943 portò alla distruzione della bottega a Piazza Municipio ma non la fine della libreria che fu trasferita nel deposito alla Dogana del Sale. Gaspare Casella trasferì al primo piano del ricostruito edificio di Piazza Municipio 84 la libreria; qui in luminose stanze fasciate di libri riceveva i suoi clienti ed amici fino al 1962, anno della sua scomparsa. Nel 1944 presero avvio le pubblicazioni della rivista bimestrale Aretusa, «prima creatura dell'Italia letteraria liberata», il cui direttore fu il crociano Francesco Flora.
Casella fu tra i fondatori dell'Associazione Librai Antiquari d'Italia, all'epoca denominata Circolo dei Librai Antiquari (1947).
Guido Lo Schiavo, nipote di Casella, proseguì l'attività e dal 1962 al 2011 ha pubblicato 57 cataloghi di libri antichi e numerose plaquettes a cura di Michele Prisco, Luigi Compagnone, Antonio Ghirelli, Francesco Barbagallo, Fulvio Tessitore.
Giuseppe Maria Lo Schiavo, figlio di Guido, è l'attuale proprietario. 
Casella Studio Bibliografico fa parte dell'International League of Antiquarian Booksellers(ILAB).